# سيمون تومالا
سيمون تومالا (بالألمانية: Simone Thomalla )‏ (و. 1965  م) هي ممثلة أفلام من ألمانيا، وألمانيا الشرقية، ولدت في لايبزيغ.

## التعليم
تعلمت في أكاديمية إرنست بوسخ للفنون الدرامية ‏.

## وصلات خارجية
- سيمون تومالا على موقع IMDb (الإنجليزية)
- سيمون تومالا على موقع مونزينجر (الألمانية)
- سيمون تومالا على موقع ألو سيني (الفرنسية)
- سيمون تومالا على موقع ميوزك برينز (الإنجليزية)
- سيمون تومالا على موقع قاعدة بيانات الأفلام السويدية (السويدية)
- سيمون تومالا على موقع ديسكوغز (الإنجليزية)
- سيمون تومالا على موقع قاعدة بيانات الفيلم (الإنجليزية)
- سيمون تومالا على موقع كينوبويسك (الروسية)
- سيمون تومالا في قاعدة بيانات الأفلام على الإنترنت